# 1520 Imatra
1520 Imatra eller 1938 UY är en asteroid upptäckt den 22 oktober 1938 av den finske astronomen Yrjö Väisälä vid Storheikkilä observatorium. Asteroiden har fått sitt namn efter staden Imatra i Finland.